# Jacqueline de Heer
Jacqueline de Heer (Rotterdam, 3 mei 1970) is een voormalig Nederlandse softballer.
De Heer kwam uit voor het eerste damesteam van de Sparks uit Haarlem en was tevens international van het Nederlands damessoftbalteam. Ze nam met dit team deel aan de Olympische Spelen van 1996 in Atlanta als korte stop. In 2004 beëindigde De Heer haar actieve topsportcarrière als landskampioen met de Sparks als spelercoach.
Madelon Beek · 
Petra Beek · 
Luciène Geels · 
Jacqueline de Heer · 
Marjolein de Jong · 
Jacqueline Knol · 
Anita Kossen · 
Anouk Mels · 
Sandra Nieuwveen · 
Penny le Noble · 
Corrine Ockhuijsen · 
Sonja Pannen · 
Marlies van der Putten · 
Gonny Reijnen · 
Martine Stiemer